# Alex Grossmann
Pour les articles homonymes, voir Grossmann.
Alex Grossmann, né le 5 août 1930 à Zagreb et mort le 12 février 2019 à Orsay, est un physicien franco-croate à l'université de la Méditerranée (Aix-Marseille II) au campus de Luminy. Il est connu pour ses travaux sur l'analyse des ondelettes avec Jean Morlet.